# Renata Mansini
Renata Mansini (* 22. August 1968 in Salò) ist eine italienische Wirtschaftswissenschaftlerin und Hochschullehrerin.

## Beruflicher Werdegang
Mansini studierte an der Universität Brescia, dort schloss sie 1992 mit dem akademischen Grad eines Laureas ab. Nach einem Auslandsaufenthalt an der Washington University in St. Louis setzte sie ihr Studium an der Universität Bergamo fort und erwarb dort 1997 einen Doktortitel. 
Anschließend kehrte Mansini an die Universität Brescia zurück. Dort wurde sie 2004 zur Professorin für Operations Research an der Fakultät für Ingenieurwissenschaften berufen. Seit 2013 ist sie zudem für Softwaretechnik zuständig.
Im Mittelpunkt ihrer Forschungstätigkeit stehen Probleme der mathematischen Optimierung einschließlich Portfoliooptimierung und Tourenplanung.